# Вадим Коваль
Вадим Коваль (нар. 12 вересня 1966, Магнітогорськ — пом. 26 січня 1996, Панка) — український поет.

## Біографія
Вадим Коваль народився 12 вересня 1966 року в Магнітогорську.
1974 року разом з батьками повернувся в Україну.
1988 року закінчив біологічний факультет Чернівецького університету, де протягом 1989–1992 років працював асистентом кафедри біохімії.
Перші публікації віршів мав у часописі текстів і візії «Четвер» (№2 і №3).
26 січня 1996 року на залізничному переїзді біля села Панка Сторожинецького району Чернівецької області вантажний поїзд зіткнувся з легковим автомобілем, із чотирьох пасажирів якого загинув тільки Вадим Коваль.

## Творчість
Поетичний доробок Вадима Коваля належить до знаково-символічного простору неомодерністського дискурсу. Наріжним каменем художнього методу Коваля є перелік символів відчуженості між людиною та оточуючим світом. Побудова образів у його віршах базована на дисонансах побутового та просторово причетних до нього фраґментах ідеального.
Планував за своїми віршами зробити сценічну постановку, що мала називатися «Зошит шалу».
Посмертно видано поетичні збірки «Закоханий падре» (1996; 2009) і «Кажан. Проекція ночі» (2003). До другої збірки увійшли тексти з книжки «Закоханий падре», а також сценічна постановка «Зошит шалу» з малюнками автора.
Переклав українською низку віршів Велемира Хлєбникова.
Деякі з віршів Вадима Коваля увійшли до «Антології альтернативної української поезії 80–90–х років» (2001) та антології «Протизначення» (2001). Окрема добірка віршів з передмовою Світлани Йовенко — у журналі «Вітчизна» (2009, № 3–4).
У Чернівцях з 2002 року вручають Літературну премію імені Вадима Коваля.